# Nemeris albocrenulata
Nemeris albocrenulata är en fjärilsart som beskrevs av Samuel E. Cassino 1927. Nemeris albocrenulata ingår i släktet Nemeris och familjen mätare. Inga underarter finns listade i Catalogue of Life.